# تاریخ اسرائیل و یهودای باستان

پادشاهی اسرائیل (آبی) و پادشاهی یهودا (زرد)، با همسایه‌هایشان (برنزه) (قرن ۸ پیش از میلاد)

تاریخ اسرائیل و یهودای باستان در عصر برنز متأخر و عصر آهن اولیه در جنوب سرزمین شام آغاز شده‌است. قدیمی‌ترین اشاره به نام «اسرائیل» به عنوان یک قوم یا اتحادیهٔ قبیله‌ای در لوح مرنپتاح، کتیبه‌ای از مصر باستان، است که به حدود سال ۱۲۰۸ پیش از میلاد برمی‌گردد، اما قوم اسرائیل محتمل است که قدیمی‌تر از این باشد. بر اساس یافته‌های باستان‌شناسی معاصر، تمدن اسرائیل باستان به عنوان یکی از شاخه‌های تمدن کنعانی شکل گرفته‌است. دو دولت اسرائیل باستان به نام پادشاهی اسرائیل (سامریه) و پادشاهی یهودا تا عصر آهن دوم در این منطقه ظهور کرده بودند.
بر اساس روایت کتاب مقدس، یک سلطنت متحده متشکل از دو منطقهٔ اسرائیل و یهودا دستکم از قرن یازدهم پیش از میلاد، تحت حکمرانی شائول، داوود و سلیمان وجود داشته‌است؛ این کشور بعداً به دو پادشاهی تقسیم شد: اسرائیل که شامل شهرهای شکیم و سامریه در شمال بود، و یهودا (شامل اورشلیم و معبد سلیمان) در جنوب. موجودیت تاریخی پادشاهی شائول، داوود و سلیمان مورد تردید است—چراکه هیچ بقایای باستان‌شناختی از آن وجود ندارد—اما موجودیت دو پادشاهی جداگانهٔ اسرائیل و یهودا از حدود سال‌های ۹۰۰ و ۸۵۰ پیش از میلاد به بعد مورد تأیید باستان شناسان و مورخان است.: 169–195 
پادشاهی اسرائیل حدود سال ۷۲۰ پیش از میلاد توسط امپراتوری آشور فتح و نابود شد. پادشاهی یهودا اما برای چند دهه پس از آن ابتدا به عنوان دولت تابعهٔ آشور و سپس تابع امپراتوری بابل به حیات خود ادامه داد. با این حال، شورش‌های یهودیان علیه بابلی‌ها منجر به نابودی یهودا در سال ۵۸۶ پیش از میلاد، تحت حکومت پادشاه بابل نبوکدنصر دوم شد. بر اساس روایت کتاب مقدس، ارتش نبوکدنصر دوم بین سال‌های ۵۸۹ تا ۵۸۶ پیش از میلاد اورشلیم را محاصره کرد که منجر به نابودی معبد سلیمان و تبعید یهودیان به بابل شد؛ این رویداد همچنین در سالنامه‌های بابلی نیز ثبت شده‌است. دوران تبعید، شاهد تکامل دین اسرائیل (یهوه‌پرستی) به سمت یکتاپرستی بود که منجر به شکل‌گیری دین یهودیت و به تبع آن دیگر ادیان ابراهیمی شد.
این دوره با سقوط بابل به دست شاهنشاهی هخامنشی در حدود سال ۵۳۸ پیش از میلاد به پایان رسید. پس از آن، کوروش بزرگ فرمانی معروف صادر کرد که در آن به یهودیان تبعیدی اجازهٔ بازگشت به وطن خویش سرزمین یهودا داده شده‌است. فرمان کوروش آغاز واقعه‌ای به نام بازگشت به صهیون بود؛ در این دوره هویت یهودی در استان هخامنشی یهود مدیناتا شکل گرفت، تورات تدوین شد و معبد اورشلیم بازسازی گردید که به دورهٔ یهودیت معبد دوم معروف است.

## واژه‌شناسی
قدیمی‌ترین اشاره متون باستانی به «اسرائیل»، کتیبه‌ای از ح. ۱۲۰۷ قبل از میلاد از مصر باستان است که موقعیت جغرافیایی آنان در کنعان یا اطراف آن را توصیف کرده‌است. این کتیبه مربوط به دوران حکومت یکی از فرعونهای مصر به نام «مرنپتاه»(۱۲۲۴–۱۲۱۴ ق‌م) می‌باشد که روایت‌کننده لشکرکشی وی به سرزمین کنعان می‌باشد.
متن کتیبه مصری که در سال ۱۸۹۶ میلادی به‌دست آمده و در موزه قاهره نگهداری می‌شود، چنین می‌باشد: 
«شاهان مغلوب شدند و گفتند سلام…، تحنو ویران شد، سرزمین هتی‌ها آرام گرفت، کنعان به یغما رفت، و شر بر سر آن فرو ریخت…، اسرائیل غمگین شد…، خور بیوه‌زنی برای مصر شد، همه سرزمین‌ها متحد شدند و آرامش بر همه حکم‌فرما شد، هر که آشوبگر بود در بند مرنپتح شاه درآمد.»
دربارهٔ معنای لغوی «اسرائیل»، تورات در تنخ اینطور توضیح می‌دهد که به معنای «مجاهدت کننده با خدا» است و زمانی که یعقوب با خدا کشتی گرفت و پیروز شد، خدا نام او را به اسرائیل تغییر داد، زیرا «با خدا و انسان کشتی گرفتی و پیروز شدی.» از دیدگاهی زبان شناختی، معنای دقیق «اسرائیل» مشخص نیست؛ بخش اول از ریشه śarah به معنای «حکومت‌کردن» یا «غالب‌شدن» و بخش دوم ال است و می‌توان نتیجه گرفت که باید به معنای «ال حکومت می‌کند» باشد.
یهودا منطقه‌ای در جنوب اسرائیل است که محل سکونت سبط یهودا بوده‌است. یهودا یکی از پسران اسرائیل (یعقوب) است که داستانش در سفر پیدایش روایت شده‌است. معنای لغوی «یهودا» به معنای «شکرگزاری» یا «ستایش» است.

## خاستگاه
داستان مهاجرت فرزندان اسرائیل (یعقوب) به مصر، بردگی آنان توسط فرعون، نجاتشان توسط موسی و مهاجرتشان به ارض موعود (در جنوب کنعان) تحت رهبری یوشع که در تنخ—مجموعهٔ متون مقدس یهودیان—روایت شده، در واقع داستان شکل‌گیری قوم بنی اسرائیل است. با این حال، باستان‌شناسی معاصر تأیید کرده‌است که بنی اسرائیل یکی از اقوام بومی کنعان بوده‌اند، نه قومی مهاجر یا مهاجم. از دهه ۱۹۷۰ میلادی پژوهشگران به این نتیجه رسیدند که اسرائیل به عنوان یک قوم واحد و در عصر برنز به وجود نیامده‌است. این موضوع منجر شد صحت تاریخی بخش‌های بزرگی از داستان‌های دینی رد شود. تورات زمان خروج از مصر را ۴۸۰ سال قبل از ساخته‌شدن معبد سلیمان (۹۶۰ قبل از میلاد) دانسته‌است و در نتیجه، باید در ۱۴۴۰ قبل از میلاد اتفاق افتاده باشد. در آن زمان توتمس سوم فرعون مصر بود و مصادف است با اوج سلطه مصریان بر کنعان؛ در نظر محققان، آن دوره، زمان مناسبی برای خروجی در چنین مقیاس نبوده و این تاریخ درست نیست. به علاوه، اسرائیلیان باستان هر نسل را ۴۰ سال محسوب می‌کردند و ۴۸۰ سال در واقع به معنای «۱۲ نسل» است.
اسرائیل فینکلشتاین و نایل اشر سیلبرمن می‌گویند باستان‌شناسان حتی نتوانسته‌اند اثری از گروهی کوچک از بنی‌اسرائیل که در صحرای سینا زندگی می‌کردند، پیدا کنند: «نتیجه‌ای که به آن رسیدیم قابل تغییر به نظر نمی‌رسد – خروج از مصر در آن دوره و به شکلی که تورات توصیف کرده روی نداده‌است. تحقیقات مکرر در تمام منطقه حتی باعث نشده کوچک‌ترین مدرکی یافت شود.» برخلاف این روایت، باستان‌شناسی معاصر می‌گوید میان دوره زندگی کنعانی‌ها و بنی‌اسرائیل در این منطقه تداوم وجود داشته و بنی‌اسرائیل ریشه کنعانی داشته‌اند؛ هیچ اثری وجود ندارد که نشان دهد گروهی خارجی که از مصر آمده‌اند، در آغاز تاریخ اسرائیل در این منطقه زندگی می‌کرده‌اند. باستان‌شناسان به‌طور کلی اتفاق‌نظر دارند که بنی‌اسرائیل ریشه‌های کنعانی داشته‌اند: قدیمی‌ترین سکونت‌گاه‌های اسرائیلی، فرهنگ کنعانی داشته‌اند، اسباب پرستش ال، بزرگ‌ترین خدای کنعانی، در آن‌ها یافت شده، آثار کشف‌شده به شیوه کنعانی درست شده‌اند و الفبای مورد استفاده آن‌ها نیز کنعانی است. تقریباً تنها چیزی که در یافته‌های باستان‌شناسی روستاهای اسرائیلی را از سکونت‌گاه‌های کنعانی متمایز کرده، عدم پیدا شدن استخوان خوک است؛ هر چند دربارهٔ اینکه این مسئله به دلیل تفاوت‌های قومی بوده یا نه، اختلاف نظر وجود دارد.

## شجره قوم بنی‌اسرائیل
- ابراهیم
- اسحاق (برادر کوچک‌تر و ناتنی اسماعیل) نام مادر وی ساره (همسر اول ابراهیم) بود.
- یعقوب> بنی‌اسرائیل(اسباط دوازده‌گانه اسرائیل) شامل:
- رئوبن (روبن)،[۲۰]
- شمعون (سیمئون)[۲۱]
- لاوی (لوی)[۲۲]
- یهودا (جودا)[۲۳]
- یساکار (یشحر، یساخر)[۲۴]
- زبولون (زبلون، زیالون)[۲۵]
- دان (دون)[۲۶]
- نفتالی (نفتائیل)[۲۷]
- جاد[۲۸]
- اشیر (اشر، اسر)[۲۹]
- یوسف[۳۰] (از وی دو قبیله به‌وجود آمد) شامل:
  - منسه (منسی)[۳۱]
  - افرایم (افرائیم)[۳۲]
- بنیامین (ابن‌یامین، بنجامین)[۳۳]

شش پسر نخست از لیه، دو پسر بعد از بیلها، دو پسر بعد از زیلپا و دو پسر یازدهم و دوازدهم از راحیل (راشل) زاده شده‌اند.
- قوم یهود به یهودا، چهارمین پسر یعقوب، منتسب است و تنها بازمانده اقوام بنی‌اسرائیل می‌باشد.

## دولت‌های بنی‌اسرائیل

### سلطنت شائول از قبیله بنیامین
شائول که از قبیله بنیامین بود، پس از پایان سلطه مصر در سال ۱۱۵۰ ق‌م، اولین دولت اسرائیل را در سرزمین کنعان در حوالی سال ۱۰۲۹ ق‌م پایه‌ریزی کرد. وی به مدت ۲۴ سال (تا سال ۱۰۰۴ ق‌م) بر تمامی ۱۲ قبیله بنی‌اسرائیل حکومت کرد. قابل ذکر است در آغاز سلطنت شائول جمعیت بنی‌اسرائیل ۳۰۰هزار نفر بوده‌است.

### سلطنت داوود از قبیله یهودا
داوود که از قبیله یهودا بود، دومین شاه اسرائیل به‌شمار می‌رود. اطلاعات علمی زیادی از وی در دست نیست.

طبق اساطیر یهودی، داوود در ابتدا در جنگ با فلسطینیها به‌خاطر جنگ‌آوری و اقتدارش مورد توجه شائول قرار می‌گیرد و به دربار وی راه پیدا می‌کند و پس از مدتی داماد وی می‌شود، اما بعدها، شائول به خاطر ترس از اقتدار وی، تصمیم به قتل او می‌گیرد ولی موفق نمی‌شود و داوود نزد شاه فلسطینیان پناهنده می‌شود. پس از آن‌که اقوام بنی‌اسرائیلی از فلسطینی‌ها شکست می‌خورند و شائول به قتل می‌رسد، داوود به حبرون(Hebron) می‌رود و برای مدت ۷ سال شاه قبیله خودش(یهودا) می‌شود. سپس با پسران شائول به جنگ می‌پردازد و با شکست آن‌ها و تصرف اورشلیم در ۳۰ سالگی پادشاه کل بنی‌اسرائیل می‌شود و ۳۳ سال در این سمت می‌ماند.

در زمان سلطنت وی شورشی مردمی به رهبری پسرش، ابشالوم (Absalom) علیه وی صورت می‌گیرد که شورشیان شکست می‌خورند و ۲۰هزار نفر از آنان به همرا ابشالوم کشته می‌شوند.

زمان وفات داوود را حوالی سال ۹۵۶ قبل از میلاد می‌دانند.
قابل ذکر است که برخی معتقدند که یهودیان داوود (و سلیمان) را به عنوان شاهان قوم بنی‌اسرائیل می‌شناسند و نه پیامبر و توصیفاتی که از وی می‌کنند با پیامبری که مسلمانان به نام داوود می‌شناسند، متفاوت است.

### سلطنت سلیمان
در مورد سلیمان نیز اطلاعات علمی باستان‌شناسی محدود می‌باشد و روایات اساطیری کتب مقدس یهودی مهم‌ترین روایت کنندگان داستان زندگی وی هستند

داوود زنان بسیاری داشت اما شیفته بت‌شبع همسر یکی از سرداران خود می‌شود و برای ازدواج با وی سردار خود را به قتل می‌رساند. سلیمان حاصل ازدواج داوود و بت‌شبع است.

سلیمان(۹۶۵ ق‌م - ۹۲۸ ق‌م) نیز همسران بسیاری داشت اما تأثیرگذارترین آن‌ها دختر فرعون مصر می‌باشد که در زمان پیری سلیمان، باعث روی‌گردانی وی از «خدا» و بعل(بت گوساله طلایی) پرستی وی می‌شود. پس از آن سلیمان معبد معروف خویش (اکنون تخریب شده و به جای آن مسجدالاقصی ساخته شده) را می‌سازد که این کار وی باعث شورش‌هایی علیه وی می‌شود.
قابل ذکر است که یهودیان سلیمان (و داوود) را به عنوان شاهان قوم بنی‌اسرائیل می‌شناسند و نه پیامبر و توصیفاتی که از وی می‌کنند با پیامبری که مسلمانان به نام سلیمان می‌شناسند، متفاوت است.

### سال‌های پایانی
بعد از مرگ سلیمان، ده سبط شمالی بر پسر او رحبعام شوریدند و یربعام از سبط افرایم را به عنوان پادشاه مملکت شمالی اسرائیل برگزیدند. دو قبیلهٔ یهودا و بنیامین تحت سلطهٔ سلسلهٔ داوود باقی ماندند که پادشاهی یهودا نام گرفت. با این حال، تنخ پادشاهان شمالی را نیز بهتر از رحبعام نمی‌داند و بابت بت‌پرستی سرزنششان می‌کند.
در دنیای باستان، دولت و دین خویشاوندی نزدیکی داشتند؛ فرمانروایان نهادهای مذهبی را بنیان می‌نهادند و دین نیز به نوبهٔ خود به نهادهای دولتی مشروعیت می‌بخشید. این رابطه میان سلسلهٔ داوود و معبد اورشلیم نیز برقرار بود. معبد، پادشاه را پسر و کاهن یهوه می‌دید. یهوه پادشاه ملل بود و معبد مقدسی در کوه صهیون داشت. این معبد، نماد مرکز جهان هستی و قربانگاه آن «سینهٔ زمین» به حساب می‌آمد. همین مفهوم‌سازی بود که به شکل‌گیری داستان موسی انجامیده بود: یهوه پادشاه است و سرنوشت مقدر اسرائیل است که خود را به معبد او در ارض موعود برساند. داستان ابراهیم و وعده ارض موعود نیز به همین ترتیب تأکیدی بر سلطهٔ ابدی سلسلهٔ داوود است. پادشاهی شمالی اسرائیل هم احتمالاً نهادهای مشابهی داشته، اما مدارک اندکی از آن باقی مانده‌است. تنخ عمدتاً منعکس کنندهٔ دیدگاه مملکت یهودا در جنوب است.
دیدگاه مذهبی اسرائیل باستان بر این باور استوار بود که یهوه اورشلیم و سلسلهٔ داوود را برگزیده و عهدی ابدی بسته تا امنیت ایشان را تضمین کند. با این حال، در قرون ۸ و ۷ ق م، امپراتوری آشور، اسرائیل شمالی را فتح و یهودا را تابع خود کرد و بدین ترتیب توانایی خدا در حفاظت از مردمش زیر سؤال رفت. پادشاهی یهودا در جنوب تحت رهبری شاه یوشیا به حیات خود ادامه داد، اما این بحران باعث شد انبیاء در دین بنی اسرائیل طرحی نو دراندازند؛ آنان حملهٔ آشور را عذابی الهی برای نقض عهد مردم با یهوه یافتند و راهکارها و اصلاحاتی برای ترمیم این رابطه پیش نهادند؛ عاموس و هوشع نبی سلطهٔ سلسله داوود بر مناطق شمالی را چون «بازگشت زنی زناکار نزد شوهرش (یهوه)» پیشنهاد کردند. پیامبران جنوبی چون اشعیا معتقد بودند یهوه همچنان از یهودا محافظت می‌کند، ولی انبیای دیگری مثل ارمیا معتقد بودند نابودی یهودا نیز حتمی است و معبد سلیمان از آن محافظت نخواهد کرد، بلکه باید به تورات (با کتاب تورات اشتباه نشود) روی آورد. ظاهراً ارمیا یکی از نخستین مدافعان تورات بوده، هرچند پیشنهادش پذیرفته نشد. شاه یوشیا تلاش کرد اصلاحاتی در دین بنی اسرائیل اعمال کند، ولی کتاب دوم پادشاهان می‌گوید گناهان مناسه، نوهٔ یوشیا، چنان بود که یهوه تصمیم گرفت اورشلیم و معبد سلیمان را به ویرانی کشد. یوشیا به دست مصریان کشته شد و بیست و دو سال بعد، در سال ۵۸۶ ق.م. بابل اورشلیم را فتح کرد و مردم یهودا را به عنوان اسیر به بابل برد. اینگونه دورهٔ پادشاهی یهودا به پایان رسید.